# 天竺五精舎
天竺五精舎（てんじくごしょうじゃ）とは、古代インドにあった初期仏教の5つの精舎（伽藍・寺院）をいう。天竺五山（てんじくごさん、ござん）ともいう。
一般的には、大蔵法数にある5つの精舎を指して呼称する。

## 大蔵法数
大蔵法数には以下五精舎が挙げられているが、その根拠は分かっていない。

【五精舎】　釋迦譜云息心所栖故曰精舍行者精棟之所也
一　給孤独 ... 祗陀太子ノ國ヲ買テ途ヲ給孤獨園ト名因テ精舍ヲ建テ奉ル
二　鷲嶺山 ... 山ノ名ナリ其ノ山ノ形於鷲鳥ニ似ル ... 佛此ニ居リ而モ説法シエフ也
三　獼猴江 ... 彌猴嘗テ此ノ江ニ於テ林浴スル ... 佛會此ニ於テ説法シ翻譯名義ヲ網猴池ト云ク
四　菴羅樹園 ... 女人守護ス故ニ言フ菴羅樹園 ... 懂喜シ園ヲ以テ佛ニ奉ル佛即チ之ヲ受玉ヒ中ニ於テ精舍ヲ建立
五　竹林精舎 ... 大智度論ニ云ク竹林精舎ハ著閣崛山ノ中ニ在 ... 佛曾シ中ニ於テ説法シエフ故
—大蔵法数　32巻  
祇園精舎（ぎおんしょうじゃ）
正式名は祇樹給孤独園精舎（ぎじゅぎつこどくおんしょうじゃ）。身寄りのない者に施しをしていたスダッタ（須達多）長者が、ジェータ（祇陀）太子が所有する森を譲り受けて、コーサラ国の舎衛城近郊に建立した精舎。現在のサヘート遺跡とされる。
鷲嶺精舎（じゅれいしょうじゃ）
マガダ国の王舎城（ラージャガハ）の霊鷲山（グリドラクータ）にあった精舎。霊鷲精舎（りょうじゅしょうじゃ）とも。
獼猴江精舎（みこうこうしょうじゃ）
ヴェーサーリー（毘舎離）の獼（彌）猴池（みこうち、彌猴とは大きな猿で、その池にたくさんいた）の附近の大森林中にあった講堂、また説法の時に使用していた精舎。
菴羅樹園精舎（あんらじゅおんしょうじゃ）
中インド、ヴェーサリー（毘舎離）のアンバパーリー（漢訳：菴摩羅女＝あんまらにょ、マンゴーのこと）が所有していた、マンゴー樹園を寄進して建てられた精舎。
竹林精舎（ちくりんしょうじゃ）
仏教で最初に建立された精舎といわれる。中インド、マガダ国の首都、王舎城（ラージャガハ）にあった。カランダ（迦蘭陀）長者の所有する林園で最初はジャイナ教に貸与していたが、カランダ長者が釈迦仏に帰依してからは仏教徒の僧園となった。ビンビサーラ（頻婆娑羅）王の寄進で伽藍が完成した。

## 大智度論
大智度論第3巻では、五山として以下の場所を挙げる。
1. 鞞婆羅跋恕 (Vaibhāra-vana)
2. 薩多般那求呵（Saptaparṇaguhā、南山石室）
3. 因陀羅勢羅求呵 (Indraśailaguhā、帝釈窟)
4. 薩簸恕魂直迦鉢婆羅 (Sarpiṣkuṇḍikā-prāgbhāra)
5. 耆闍崛 (Gṛdhrakūta)

二城中多住王舍城。復次以坐禪精舍多故。餘處無有。如竹園鞞婆羅跋恕薩多般那求呵因陀世羅求阿薩簸恕魂直迦鉢婆羅。王舍城。有五精舍。竹園在平地。

餘國無此多精舍。舍婆提一處。祇洹精舍更有一處。摩伽羅母堂更無第三處。婆羅奈斯國一處。鹿林中精舍名梨師槃陀那。毘耶離二處。一名摩呵槃。二名彌猴池岸精舍。鳩睒彌一處。名劬師羅園。如是諸國。或一處有精舍。或空樹林。以王舍城多精舍坐禪人所宜其處安隱故多住此。
二城中には多く王舍城に住す。復次に坐禪精舍多きを以ての故に、餘處には竹園、鞞婆羅跋恕、薩多般那求呵、因陀世羅求呵、薩簸恕魂直迦鉢婆羅の如きものあることなし。王舍城に五精舍あり、竹園は平地に在り。

餘國には此の多くの精舍なし。舍婆提には一處、祇洹精舍なり。更に一處あり、摩伽羅母堂なり。更に第三處なし。波羅奈斯國には一處、鹿林中精舍なり、梨師槃陀那と名づく。毗耶離には二處、一を摩呵槃と名づけ、二を彌猴池岸精舍と名づく。鳩談彌には一處、劬師羅園と名づく。是の如く諸國には或は一處に精舍あり、或は空樹林あり。王舍城には多くの精舍あり、坐禪人の宜き所、其の處安隱なるを以ての故に多く此に住す。
—「大智度論第3巻（高麗本）」『SAT大正新脩大藏經テキストデータベース』第25巻、東京大学大学院人文社会系研究科、No.1509, 0077c03、2018年。

## 類聚名物考
類聚名物考においては、以下を天竺五山としている。

【五山禪剎】 - 先佛出世之天竺五山者、祇園精舍、竹林五山、大林五山、誓多林寺、那蘭陋寺也。
—類聚名物考 
1. 祇園精舎
2. 竹林精舎
3. 大林精舎
4. 誓多林精舎（せいたりん）
5. 那蘭陀寺（ナーランダ僧院） - マガダ国にあった寺院。なお、これは釈迦の死後に建てられた寺院である。

ただし「誓多林」は「逝多林」とも書き、Jeta（ジェータ）太子が所有していた林園に建てられた祇園精舎のことをいい、これでは4つになってしまうので五精舎にはならない。

## その他
なお、五精舎あるいは五山の名称には差異があり、以下の5つをいう場合もある。
1. 鹿苑（鹿野苑）- 鹿苑ではなく鹿子母講堂を充てる場合もある。
2. 祇園
3. 大林
4. 竹林
5. 那蘭陀

## 各地の五山
この天竺五精舎十塔所（また五山十刹）が、中国南宋の時代に模せられ、いわゆる支那五山・支那十刹ができた。
また日本の鎌倉期の鎌倉五山・京都五山や日本十刹が起こったとされる。主に禅宗がそれに倣った。